# پریوه
پریوه شهری در شهرستان سامی در استان بانوا در بورکینافاسوی غربی است و جمعیت آن ۲,۶۳۲ نفر است.